# Xanana Gusmão
Kay Rala Xanana Gusmão (født José Alexandre Gusmão, 20. juni 1946 i Manatuto i daværende Portugisisk Timor) er en østtimorisk politiker som fra 2023 er Østtimors premierminister. Han var også premierminister fra 2007 til 2015, og han var Østtimors første præsident efter efter selvstændigheden fra Indonesien 2002-2007.
Gusmão deltog fra 1975 i den væbnede kamp mod Indonesiens besættelse af Østtimor. Han fik en ledende position i modstandskampen og levede under jorden, indtil han blev fanget i 1992; året efter blev han idømt livsvarigt fængsel. Efter folkeafstemningen i Østtimor i 1999, der gav et overvældende flertal for uafhængighed, blev Gusmão løsladt, men på grund af voldsomme uroligheder flygtede han kortvarigt til Australien. Efter FN's indgriben i urolighederne på Østtimor i 1999 vendte han tilbage og blev den ledende politiske skikkelse. I 2002 valgtes Gusmão med et massivt flertal til det uafhængige Østtimors første præsident. Han trådte tilbage som præsident i 2007, men blev senere samme år valgt til premierminister.
11. februar 2008 blev Gusmão og José Ramos-Horta, som havde afløst Gusmão som præsident, udsat for to koordinerede attentater. Gusmão slap uskadt, mens Ramos Horta blev alvorligt såret. Angrebene blev betragtet som et mislykket kupforsøg.
Gusmão ønskede at gå af som premierminister i 2015 og blev afløst på posten af Rui Araujo. Gusmão fortsatte i den nye regering som minister for planlægning og strategisk investering. Gusmão forlod regeringen i 2017 efter et dårligt parlamentsvalg for hans parti, Congresso Nacional de Reconstrução de Timor (Den Nationale Kongres for Timorisk Rekonstruktion, CNRT)
Ved parlamentsvalget i maj 2023 vandt CNRT 31 ud 65 pladser i Østtimors parlament, og Gusmão blev igen premierminister i en koalitionsregering med CNRT og Det Demokratiske Parti som fik 6 mandater.